# Ulrika Gunnarsson
Ulrika Gunnarsson är en småländsk sångerska och folkmusiker.
Gunnarsson är utbildad vid Musikhögskolan i Malmö, vid Høgskolen i Telemark, Institutt for folkekultur, på Rauland i Norge och University of Limerick på Irland. 
Hon sjunger bland annat i gruppen Sågskära och var fram till februari 2012 programledare för radioprogrammet Folke i P2. 
Ulrika Gunnarsson har gett ut skivan Trall (2009) tillsammans med Esbjörn Hazelius och Anders Löfberg och skivan Timglas (2012) tillsammans med Jonas Åkerlund.
Gunnarssons specialområde är trall - den vokala varianten av spelmansmusik. Hon har bland annat sjungit på konserthuset i Wien, på Akropolis i Aten och turnerat i Kina och USA. Hon har också medverkat i radio och TV med konserter och i intervjuinslag.

## Priser/stipendier
- Christina Nilsson-sällskapets folkmusikpris 1998
- Musikaliska akademiens stipendium (fond: Ernst Johansson) 2002,
- Europeiska folkkonstpriset till Sågskära 2003,
- S:t Andreasföreningen Värendsbrödernas stipendium 2003
- Nominerad till årets traditionsbärare på Folk- och världsmusikgalan 2011
- Olrog-stipendiet 2012.